# Xã hội tâm trí
Xã hội tâm trí là tên của một cuốn sách và cũng là lý thuyết về trí thông minh tự nhiên được phát triển bởi Marvin Minsky.
Trong cuốn sách cùng tên, Minsky xây dựng một mô hình về trí thông minh của con người qua từng bước, từ những tương tác của các thành phần đơn giản ông gọi là agent, những thành tố phi trí tuệ. Ông gọi các tương tác này là "xã hội tâm trí".

## Cuốn sách
Công trình này xuất hiện vào năm 1986, là mô tả toàn diện đầu tiên về lý thuyết "xã hội tâm trí" của Minsky. Ông bắt đầu phát triển nó từ những năm 1970s. Cuốn sách là một tập hợp 270 tiểu luận độc lập được chia thành 30 chương.
Trong quá trình giải thích xã hội tâm trí. Minsky giới thiệu một loạt các ý tưởng và khái niệm. Ông phát triển lý thuyết mô tả hoạt động của các quá trình tâm trí như ngôn ngữ, trí nhớ và học. Cuốn sách còn bàn về các khái niệm như ý thức, cảm nhận về bản ngã, và tự do ý chí; Vì thế, "xã hội tâm trí" còn được xem như là một công trình về triết học.

## Bản chất của tâm trí
Một trong những nguyên lý chủ đạo trong triết học của Minsky là "tâm trí là những thứ bộ não làm". Lý thuyết xã hội tâm trí xem tâm trí con người và các loài khác như những hệ thống nhận thức tiến hoá từ một xã hội lớn chứa các quá trình giản đơn, độc lập, gọi là các agents. Các quá trình này là những bản thể khả tư duy căn bản mà từ đó tâm trí hình thành. Cùng với nhau, chúng tạo ra vô số các khả năng mà chúng ta thường thấy ở tâm trí.
Ý tưởng này được tóm gọn tốt nhất trong câu nói sau:
Trò ảo thuật nào làm cho chúng ta thông minh? Mánh chính ở đây là không có mánh lới nào cả. Sức mạnh của trí thông minh xuất phát từ sự đa dạng khổng lồ, không phải từ bất kì nguyên tắc đơn độc, hoàn hảo nào. -Marvin Minsky, Xã hội tâm trí, p.308